# Париж — Рубе 1980
78-й выпуск Париж — Рубе — шоссейной однодневной велогонки по дорогам в Франции. Гонка длиной 264 километра со стартом Компьенье и финишом в Рубе на велодроме Андрэ-Петрио была проведена 13 апреля 1980 года.

## Участники
| Профессиональные велокоманды (15)- Sanson-Campagnolo - Peugeot-Esso-Michelin - Puch-Sem-Campagnolo - Renault-Gitane - IJsboerke-Warncke Eis - Boule d'Or-Sunair-Colnago - DAF Trucks-Lejeune - TI-Raleigh-Creda - Safir-Ludo - La Redoute-Motobécane - Miko-Mercier-Vivagel - Vermeer-Thijs-Mini-Flat - Marc-Carlos-V.R.D.-Woningbouw - HB Alarmsystemen - Boston-IFI-Mavic |
| |

## Ход гонки
Среди фаворитов, помимо победителя двух предыдущих изданий (1978 и 1979) Франческо Мозера, чемпиона мира Яна Раса, победителей Тура Фландрии бельгийцев Мишеля Поллентье и Роже де Вламинк также были немец Дитрих Турау, французы Бернард Ино и молодой Жильбер Дюкло-Лассаль.
Во время гонки было солнечно. За 90 километрах до финиша Дитрих Турау пошёл в атаку. Рене Биттингер, Франческо Мозер, Жильбер Дюкло-Лассаль и Роже де Вламинк переложились к нему. Вскоре Биттингер проколол колесо, Де Вламинк упал. Дюкло-Лассаль также падает на брусчаточном участке, но продолжил преследование Турау и Мозера. Примерно в 20 километрах до финиша Мозер совершает атаку. Турау не смог поддержать его темп и его догоняет и обходит Дюкло-Лассаль. Мозер добрался до велодрома в Рубе почти на две минуты раньше ближайшего преследователя. Он выиграл гонку в третий раз и сравнялся по победам с такими гонщиками как Октав Лапиз, Гастон Ребри и Рик Ван Лой.

## Результаты
| \| Генеральная классификация \| Генеральная классификация \| Генеральная классификация \| Генеральная классификация \| Генеральная классификация \| \| Гонщик \| Гонщик \| Команда \| Время \| \| \| ------------------------- \| ------------------------- \| ------------------------- \| ------------------------- \| ------------------------- \| \| 1-й \| Франческо Мозер \| Sanson-Campagnolo \| 6ч 07' 28 \| \| \| 2-й \| Жильбер Дюкло-Лассаль \| Peugeot-Esso-Michelin \| + 1' 48 \| \| \| 3-й \| Дитрих Турау \| Puch-Campagnolo-Sem \| + 3' 30 \| \| \| 4-й \| Бернар Ино \| Renault-Gitane \| + 6' 05 \| \| \| 5-й \| Марк Демейер \| IJsboerke-Warncke Eis \| + 6' 05 \| \| \| 6-й \| Альфонс Де Вольф \| Boule d'Or-Studio Casa \| + 6' 05 \| \| \| 7-й \| Даниэль Виллемс \| IJsboerke-Warncke Eis \| + 6' 05 \| \| \| 8-й \| Виллиам Таккарт \| DAF Trucks-Lejeune \| + 8' 37 \| \| \| 9-й \| Людо Петерс \| IJsboerke-Warncke Eis \| + 9' 35 \| \| \| 10-й \| Пит Ван Катвейк \| TI-Raleigh-Creda \| + 10' 38 \| \| |                       |                        |           |
| |                       |                        |           |
| Источники: ProCyclingStats Cycling Archives |                       |                        |           |
| Генеральная классификация |                       |                        |           |
| Гонщик | Гонщик                | Команда                | Время     |
| 1-й | Франческо Мозер       | Sanson-Campagnolo      | 6ч 07' 28 |
| 2-й | Жильбер Дюкло-Лассаль | Peugeot-Esso-Michelin  | + 1' 48   |
| 3-й | Дитрих Турау          | Puch-Campagnolo-Sem    | + 3' 30   |
| 4-й | Бернар Ино            | Renault-Gitane         | + 6' 05   |
| 5-й | Марк Демейер          | IJsboerke-Warncke Eis  | + 6' 05   |
| 6-й | Альфонс Де Вольф      | Boule d'Or-Studio Casa | + 6' 05   |
| 7-й | Даниэль Виллемс       | IJsboerke-Warncke Eis  | + 6' 05   |
| 8-й | Виллиам Таккарт       | DAF Trucks-Lejeune     | + 8' 37   |
| 9-й | Людо Петерс           | IJsboerke-Warncke Eis  | + 9' 35   |
| 10-й | Пит Ван Катвейк       | TI-Raleigh-Creda       | + 10' 38  |